# В'юнне (Україна)
В'ю́нне —  село в Україні,  Сумській області, Роменському районі. Населення станом на 01.07.2025 становить 65 осіб. Входить до складу Роменської міської громади. До 2020 орган місцевого самоврядування - Ріпчанська сільська рада.

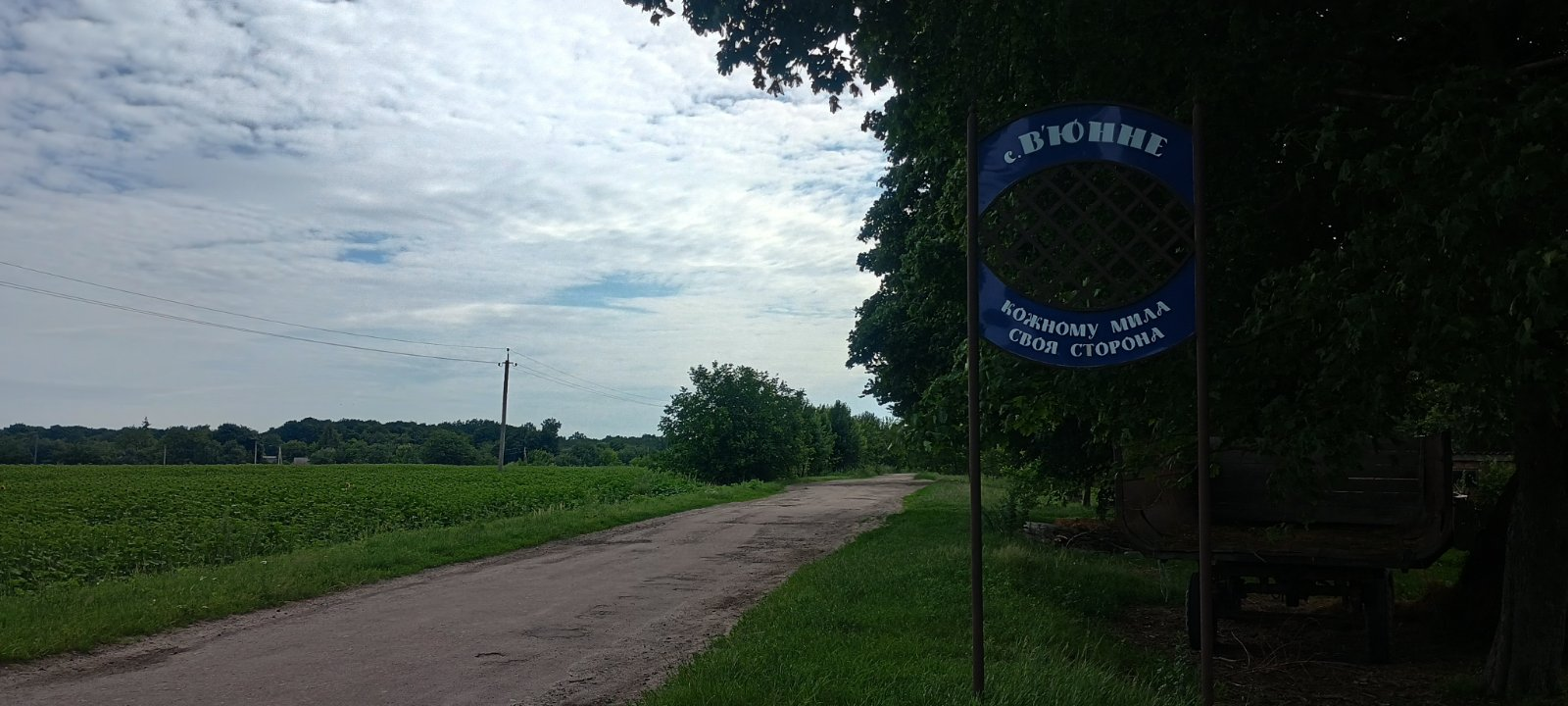

## Географія
Село В'ю́нне розташоване на правому березі річки Ромен, вище за течією на відстані 2,5 км село Мокіївка, нижче за течією на відстані 2 км село Погреби, на протилежному березі - села Рогинці та Калинівка.
Довкіл села іригаційні канали.

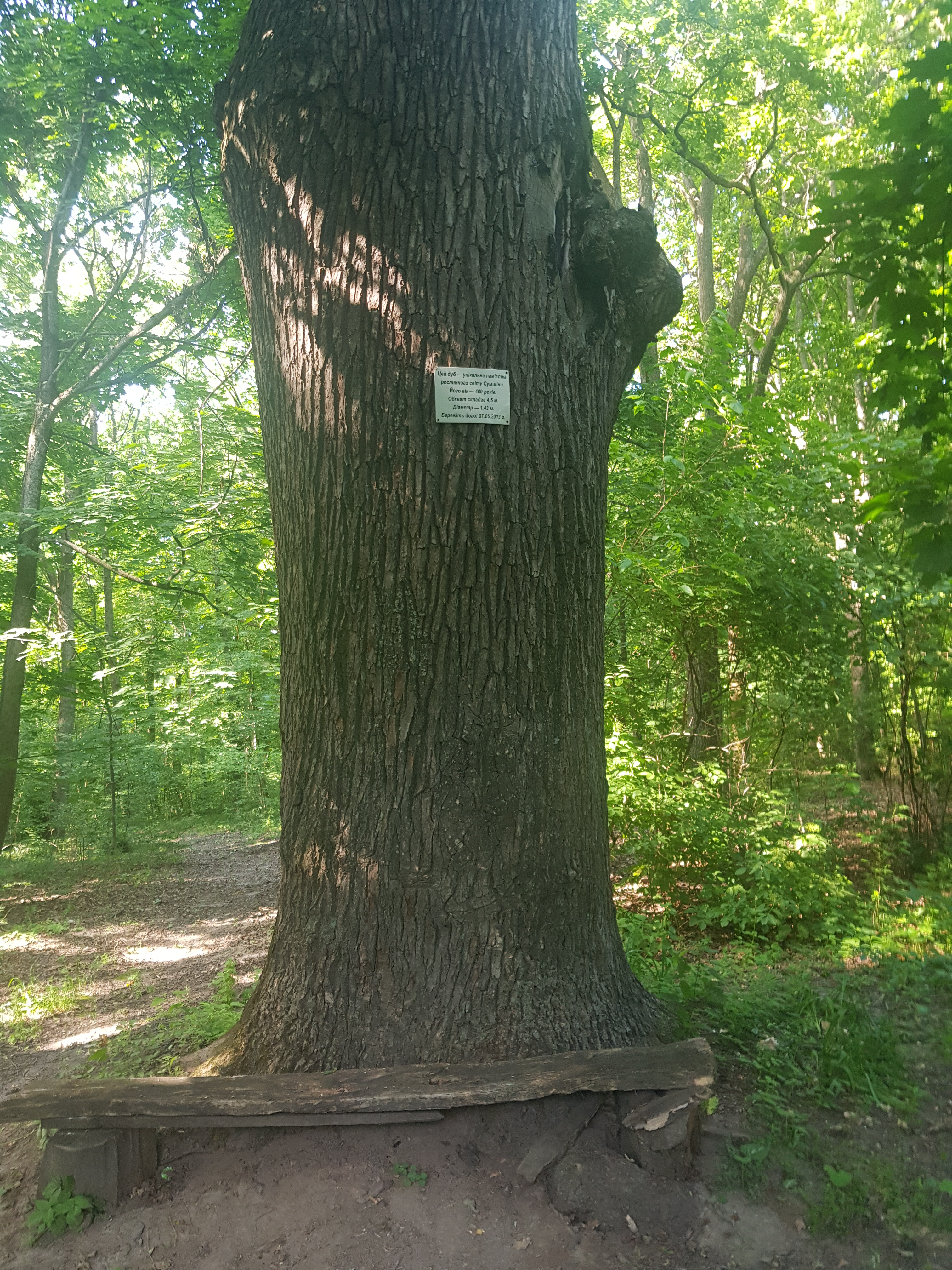

Поруч залізниця, найближча станція Рогинці за 3 км. Гордість села -  дуб, якому 400 років.

## Історія
Село постраждало внаслідок геноциду українського народу, проведеного урядом СРСР 1923-1933 та 1946-1947 роках.В центрі села встановлені: пам'ятник односельцям, які загинули у ІІ -й Світовій війні, та пам'ятник жертвам Голодомору 1932-1933 років. 

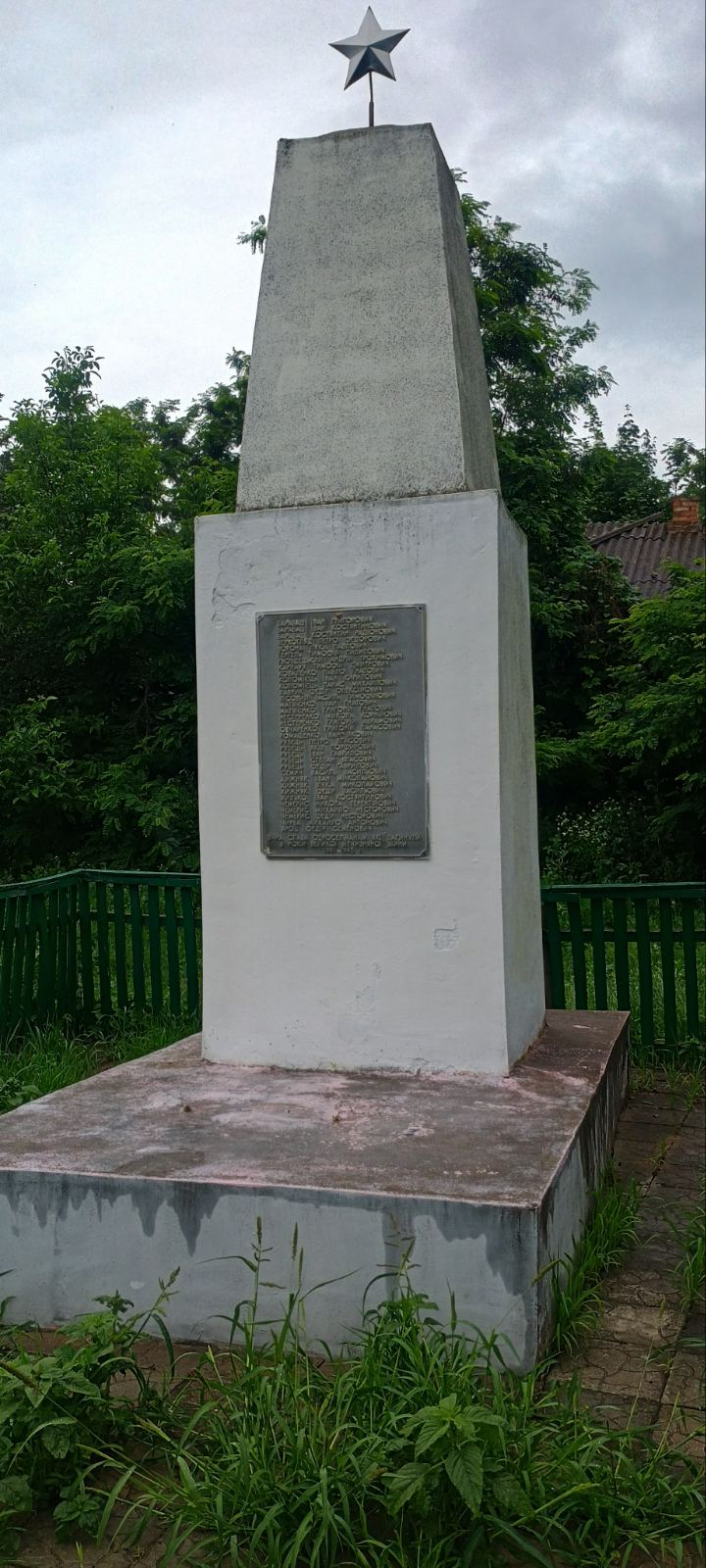
Пам'ятник односельчанам у ІІ Світовій війні

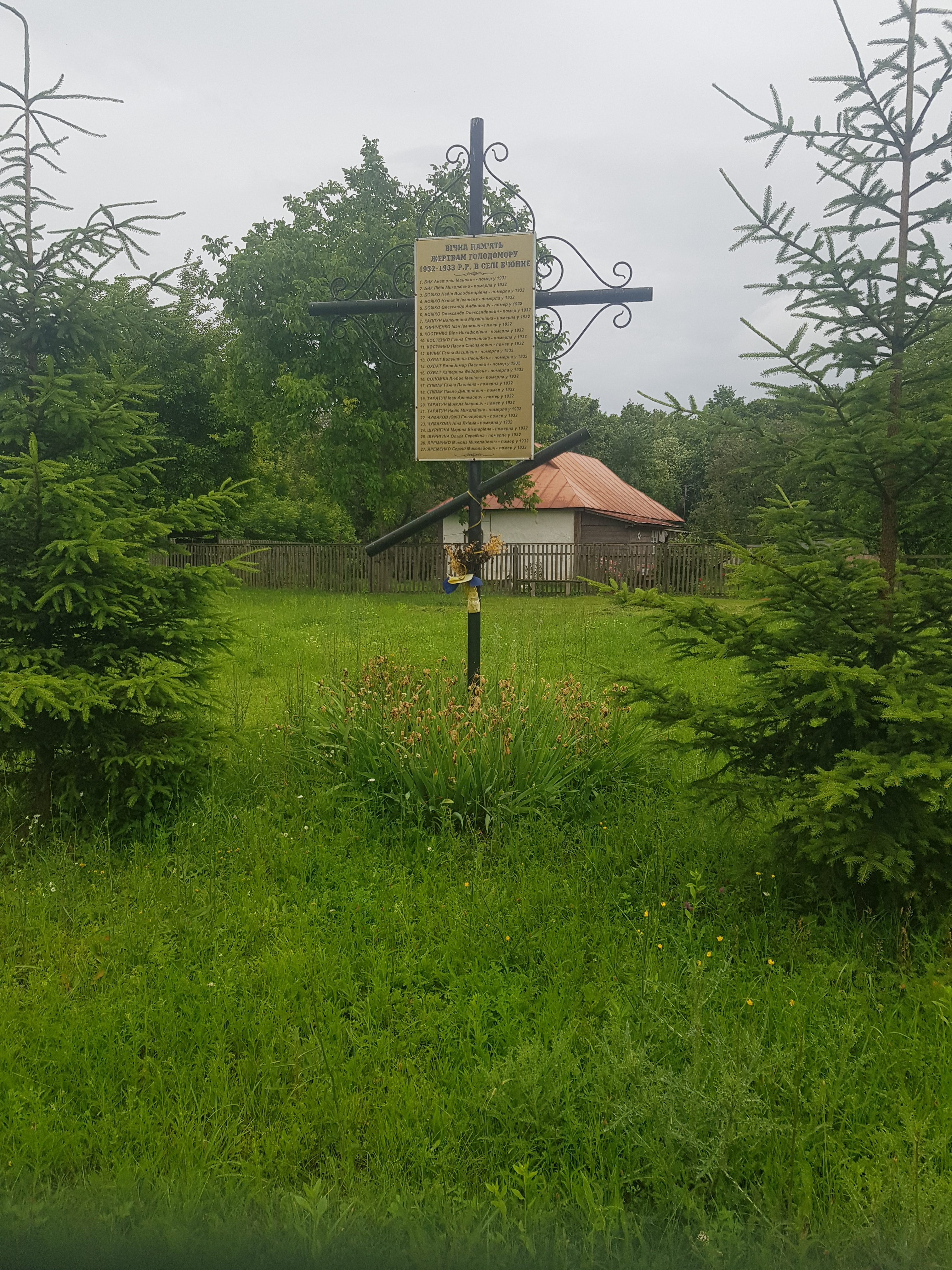
Пам'ятник жертвам Голодомору 1932-1933 років

12 червня 2020 року, відповідно до розпорядження Кабінету Міністрів України № 723-р «Про визначення адміністративних центрів та затвердження територій територіальних громад Сумської області», село увійшло до складу Роменської міської громади.
19 липня 2020 року, в результаті адміністративно-територіальної реформи та ліквідації Роменського району(1930—2020), увійшло до складу новоутвореного Роменського району.

## Економіка
- Молочно-товарна ферма.
- Довкола села багато нафтових свердловин.